# Agnes Lannoo
Agnes Lannoo, geboren als Agnes Van Wanseele, is een Belgische bestuurder en voormalige politica.

## Levensloop
Agnes Lannoo studeerde slavistiek aan de Rijksuniversiteit Gent en behaalde een Master in General Management aan de Vlerick Leuven Gent Management School, waar ze van 1981 tot 1987 assistent was.
Ze nam voor de eerste keer deel aan de gemeenteraadsverkiezingen in Sint-Martens-Latem in 2000. Bij de gemeenteraadsverkiezingen van 2012 behaalde ze als lijsttrekker van de lokale partij Welzijn het hoogst aantal voorkeursstemmen. Ze werd ze er burgemeester en bleef dit ook na de gemeenteraadsverkiezingen van 2018. Op 19 december 2018 gaf ze de burgemeesterssjerp aan Pieter Vanderheyden door.
Sinds 1996 is Lannoo onafhankelijk bestuurder van het familiale jeneverbedrijf Filliers, waar ze sinds 2015 voorzitter van de raad van bestuur is. Verder is ze onafhankelijk bestuurder van bouwbedrijf Vandenbussche uit Aalter en was ze bestuurder van het kamerorkest I Fiamminghi.
Ze is gehuwd met Dirk Lannoo, een telg uit de Tieltse uitgeversfamilie Lannoo, die van 1986 tot 2022 de nummer twee van de Katoen Natie-groep van Fernand Huts was. In 2022 werd hij strategisch adviseur bij de logistieke groep Montea.